# Grand Prix Formule 1 van Argentinië 1972
De Grand Prix Formule 1 van Argentinië 1972 werd gehouden op 23 januari 1972 op het Autódromo Oscar Alfredo Gálvez bij Buenos Aires.

## Uitslag
| Positie | Nr | Rijder             | Team         | Ronden | Tijd/Opgave       | Startplaats | Punten |
| ------- | -- | ------------------ | ------------ | ------ | ----------------- | ----------- | ------ |
| 1       | 21 | Jackie Stewart     | Tyrrell-Ford | 95     | 1:57:59.1         | 2           | 9      |
| 2       | 17 | Denny Hulme        | McLaren-Ford | 95     | 25.96             | 4           | 6      |
| 3       | 8  | Jacky Ickx         | Ferrari      | 95     | 59.39             | 8           | 4      |
| 4       | 9  | Clay Regazzoni     | Ferrari      | 95     | + 1:06.72         | 6           | 3      |
| 5       | 19 | Tim Schenken       | Surtees-Ford | 95     | + 1:09.11         | 11          | 2      |
| 6       | 14 | Ronnie Peterson    | March-Ford   | 94     | + 1 Ronde         | 10          | 1      |
| 7       | 2  | Carlos Reutemann   | Brabham-Ford | 93     | + 2 Ronden        | 1           |        |
| 8       | 23 | Henri Pescarolo    | March-Ford   | 93     | + 2 Ronden        | 15          |        |
| 9       | 3  | Howden Ganley      | BRM          | 93     | + 2 Ronden        | 13          |        |
| 10      | 7  | Helmut Marko       | BRM          | 93     | + 2 Ronden        | 19          |        |
| 11      | 15 | Niki Lauda         | March-Ford   | 93     | + 2 Ronden        | 22          |        |
| NF      | 11 | Emerson Fittipaldi | Lotus-Ford   | 61     | Ophanging         | 5           |        |
| NF      | 22 | François Cevert    | Tyrrell-Ford | 59     | Versnellingsbak   | 17          |        |
| NF      | 4  | Reine Wisell       | BRM          | 59     | Water lek         | 7           |        |
| NF      | 18 | Peter Revson       | McLaren-Ford | 49     | Motor             | 3           |        |
| NF      | 10 | Mario Andretti     | Ferrari      | 20     | Motor             | 9           |        |
| NF      | 20 | Andrea de Adamich  | Surtees-Ford | 11     | Benzinesysteem    | 14          |        |
| NF      | 1  | Graham Hill        | Brabham-Ford | 11     | Benzinepomp       | 16          |        |
| DQ      | 12 | David Walker       | Lotus-Ford   | 8      | Gediskwalificeerd | 20          |        |
| NF      | 5  | Peter Gethin       | BRM          | 1      | Olielek           | 18          |        |
| NF      | 6  | Alex Soler-Roig    | BRM          | 1      | Ongeluk           | 21          |        |
| NS      | 16 | Chris Amon         | Matra        | 0      | Niet gestart      | 12          |        |

## Statistieken
| Pole-position | Carlos Reutemann | Brabham-Ford | 1:12.46 |
| Snelste ronde | Jackie Stewart   | Tyrrell-Ford | 1:13.66 |

## Noot
- Dit was het debuut van de Argentijnse coureur (en toekomstig Grand Prix-winnaar) Carlos Reutemann.
- Eerste pole position voor Carlos Reutemann.

1953 · 1954 · 1955 · 1956 · 1957 · 1958 · 1960 · 1971 · 1972 · 1973 · 1974 · 1975 · 1977 · 1978 · 1979 · 1980 · 1981 · 1995 · 1996 · 1997 · 1998